# زقزاق ويلسوني
زقزاق ويلسوني (الاسم العلمي: Charadrius wilsonia) هو نوع من الطيور يتبع جنس الزقزاق من فصيلة الزقزاقية.